# Volgafinska språk
Volgafinska språk är en gren av den finsk-ugriska språkgruppen som utgörs av de mariska språken västmariska och östmariska samt de mordvinska språken erzya och moksja.